# Districte de Saint-Étienne
El districte de Saint-Étienne és un dels tres districtes del departament francès del Loira, a la regió d'Alvèrnia-Roine-Alps. La capital del districte és la prefectura de Saint-Étienne. Té 11 cantons i 74 municipis.

## Cantons

### 1973-2015
Inclou els cantons de Bourg-Argental, Le Chambon-Feugerolles, Firminy, Grand-Croix, Pélussin, Grand-Croix, Saint-Chamond-Nord, Saint-Chamond-Sud, Saint-Étienne-Nord-Est-1, Grand-Croix, Saint-Étienne-Nord-Oest-1, Grand-Croix, Saint-Étienne-Sud-Est-1, Saint-Étienne-Sud-Est-2, Saint-Étienne-Sud-Est-3, Saint-Étienne-Sud-Oest-1, Saint-Étienne-Sud-Oest-2, cantó de Saint-Genest-Malifaux, Saint-Héand

### 2015
Inclou els cantons de Firminy, Le Pilat, Rive-de-Gier, Saint-Chamond, Saint-Étienne 1 a 6, i Sorbiers.